# Sorg (Wendelstein)

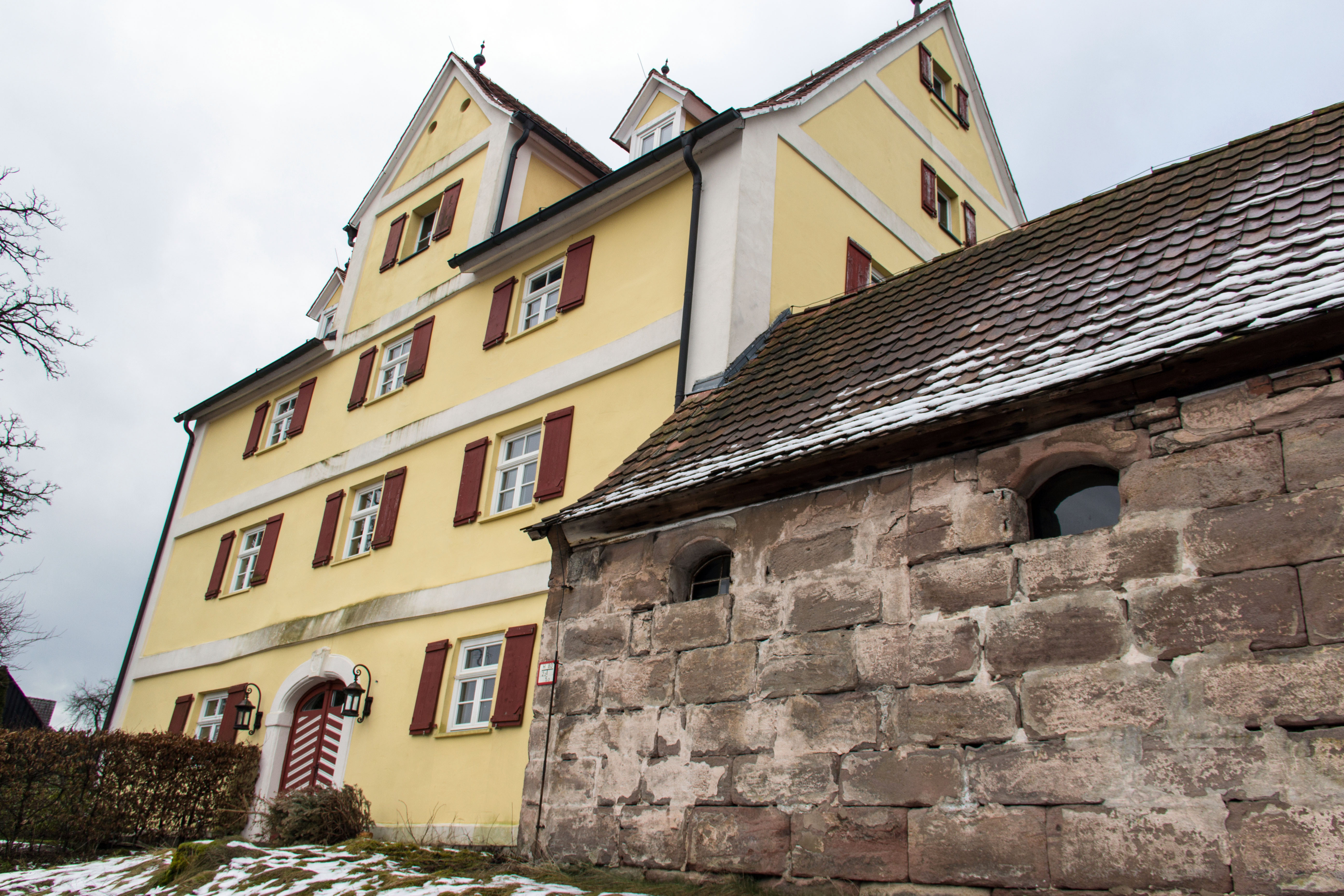
Schloss Sorg

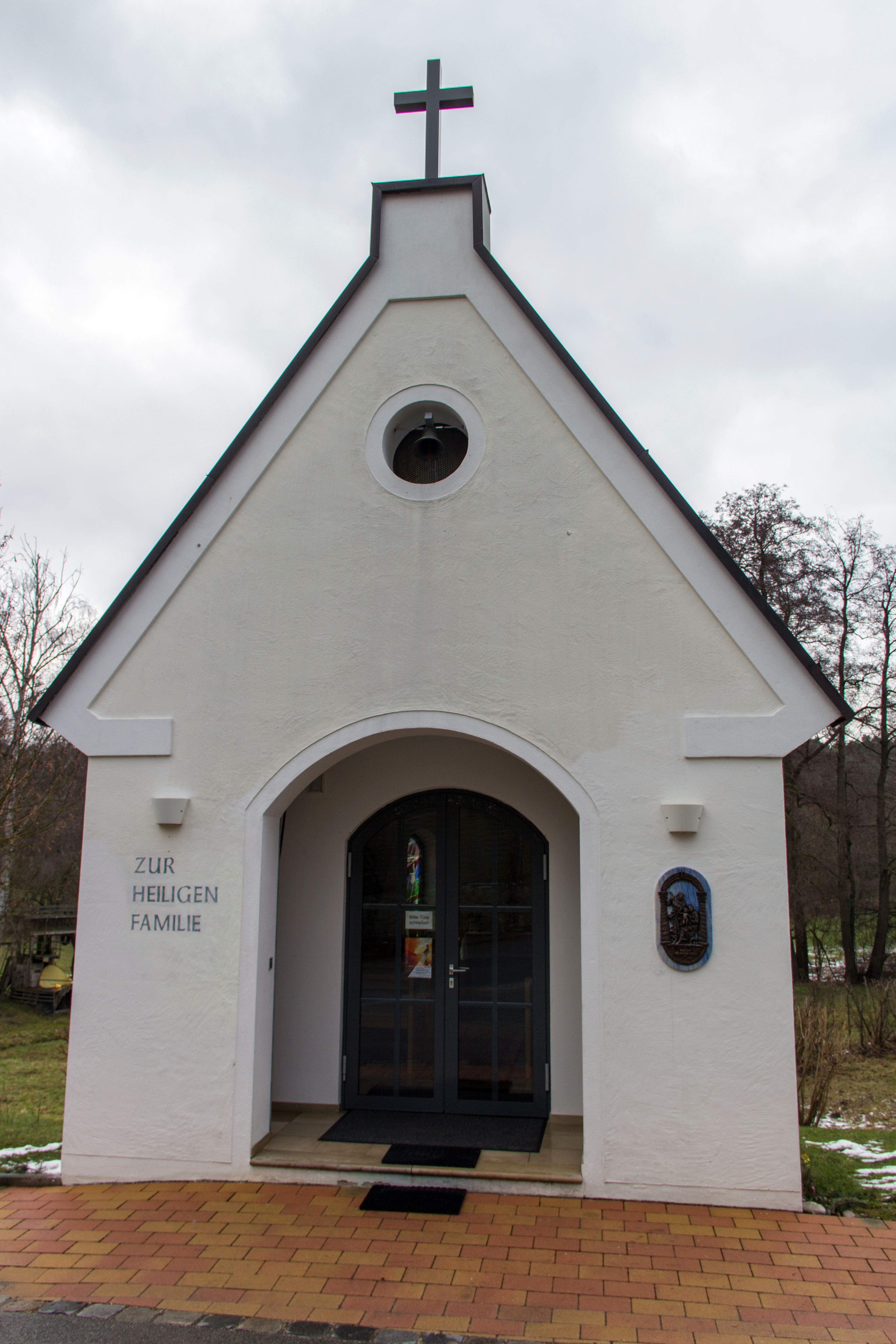
Kapelle Zur Heiligen Familie

Sorg, fränkisch: Soach ist ein Gemeindeteil des Marktes Wendelstein im Landkreis Roth (Mittelfranken, Bayern). Sorg liegt in der Gemarkung Großschwarzenlohe.

## Geographische Lage
Das Dorf grenzt im Süden an die Schwarzach und im Westen nahtlos an Großschwarzenlohe. Eine Gemeindeverbindungsstraße führt nach Großschwarzenlohe (0,8 km südwestlich) bzw. nach Wendelstein (1,5 km nordöstlich), eine weitere führt zur Staatsstraße 2239 (0,6 km nordwestlich).

## Geschichte
Die Herkunft des Ortsnamens ist nicht genau geklärt. Am wahrscheinlichsten ist die Ableitung von einem Flurnamen Sorge, der wegen des dürftigen Bodens so benannt wurde. Eine Ableitung vom mittelhochdeutschen zarge (Einfassung, Umwallung) ist ebenso möglich wie eine Ableitung von sordig (sumpfig).
Um 1200 befand sich an der Stelle des heutigen Ortes eine Furt durch die Schwarzach. Durch diese verlief der so genannte Hennegesteig, der von Schwabach nach Altdorf bei Nürnberg führte. Ausgrabungen belegen frühe Gebäude zur Sicherung der Furt. Am 7. November 1347 wird der Ort erstmals urkundlich erwähnt, als Sorg im Rahmen eines Reichslehens des späteren Kaisers Karl IV. an Heinrich von Kornburg (auch: von Kurenberg, de Chvrenburc) fiel. Zu diesem Lehen gehörten auch das Wasserrecht an der Schwarzach von Wendelstein bis zur Mündung sowie das Mühlrecht. Im gleichen Jahr wurde die Mühle errichtet. 1422 ging die Gemarkung mit einer Heirat an die Herren von Seckendorff über, im Anschluss an Rieter von Kornburg. Ab 1424 ist eine Hammermühle nachweisbar. 1444 wurde die Mühle als Schleif- und Sägemühle sowie als Hammerwerk für Eisenstangen und Nägel beschrieben. Um die wirtschaftlich bedeutende Anlage zu schützen, wurde in der Nähe ein befestigter, noch heute bestehender Wohnturm errichtet. Der 16 Meter hohe Turm hat einen Grundriss von 8,2 × 6,4 Metern und hat auf jedem seiner zwei Stockwerke vier Zimmer. Hinter seinen bis zu 1,5 Meter starken Mauern lagerten die Besitzer Eisenstangen und Nägel aus dem Hammerwerk. In der Folge siedelten sich rasch mehrere Höfe in direkter Nachbarschaft an.
Im Zweiten Markgrafenkrieg ließ Albrecht Alcibiades den Ort niederbrennen. 1562 wütete die Pest. Im Dreißigjährigen Krieg plünderten Tillys Truppen Sorg. In der Folge ließen Hungersnöte den Ort weitgehend verfallen. Um 1660 siedelten sich österreichische und französische Glaubensexulanten an und machten sich an den Wiederaufbau.
Gegen Ende des 18. Jahrhunderts gab es in Sorg 18 Anwesen (1 Schlösslein, 10 Leerhäuser, 4 halbe Leerhäuser, 1 Gut mit Tafernwirtschaft, 2 Glasschleifen- und Polierfabriken). Das Hochgericht übte das brandenburg-ansbachische Richteramt Schwand aus. Die Dorf- und Gemeindeherrschaft sowie die Grundherrschaft über alle Anwesen hatte die Rieter’sche Stiftungsverwaltung Kornburg des Ritterkantons Altmühl. Es gab 12 Untertansfamilien.
Von 1797 bis 1808 unterstand der Ort dem Justiz- und Kammeramt Schwabach. Im Rahmen des Gemeindeedikts wurde 1808 Sorg dem Steuerdistrikt Großschwarzenlohe (I. Sektion) und der 1818 gebildeten Ruralgemeinde Großschwarzenlohe zugeordnet.
Erst zu Beginn des 19. Jahrhunderts wuchs Sorg wieder. Vor allem das wieder aufgebaute Hammerwerk und die beginnende Industrialisierung trugen zum Aufschwung bei. Ein Glaspolier- und Spiegelwerk entstand. Mit Beginn der Glasschleiferei ab 1811 siedelten sich zunehmend auch Arbeiter um das Werk an. 1879 wurden erstmals Brillengläser geschliffen. 1914 übernahm die Firma Julius Ernst Sill (heute Sill Optics) den Betrieb. Seit 1939 werden dort hochwertige Brillengläser und feinoptische Geräte gefertigt.
Am 1. Mai 1978 wurde Sorg im Zuge der Gebietsreform in Bayern nach Wendelstein eingegliedert.
Xaver Schalk erbaute 2005 die „Kapelle Zur Heiligen Familie“.
Der Gemeindeteil hat eine eigene Freiwillige Feuerwehr.

### Baudenkmäler
In Sorg gibt es fünf Baudenkmäler:
- In Sorg befindet sich das im 17. Jahrhundert errichtete Schloss Sorg.[15]
- Ensemble Glasschleife
- Schloßsteig 12: Kleinhaus
- Talstr. 2: Gasthaus
- Talstr. 10: Befestigungsturm
- Talstr. 20: Wohnhaus

### Einwohnerentwicklung
| Jahr      | 001818 | 001840 | 001861 | 001871 | 001885 | 001900 | 001925 | 001950 | 001961 | 001970 | 001987 |
| Einwohner | 167    | 192    | 203    | 166    | 204    | 170    | 147    | 186    | 151    | 97     | 52     |
| Häuser    | 18     | 19     |        |        | 19     | 20     | 21     | 22     | 21     |        | 16     |
| Quelle    | [ 17 ] | [ 18 ] | [ 19 ] | [ 20 ] | [ 21 ] | [ 22 ] | [ 23 ] | [ 24 ] | [ 25 ] | [ 26 ] | [ 1 ]  |

## Religion
Der Ort ist seit der Reformation evangelisch-lutherisch geprägt und bis heute nach St. Georg (Wendelstein) gepfarrt. Die Katholiken sind nach St. Nikolaus (Wendelstein) gepfarrt.

## Veranstaltungen
- Jeweils am ersten Juniwochenende wird in Sorg eine eigene Kärwa gefeiert.
- Im Schlossgarten finden diverse Kunstausstellungen sowie ein Weihnachtsmarkt statt.

## Öffentlicher Nahverkehr
Sorg hat eine Bedarfshaltestelle, die von vier Linien bedient wird. Es bestehen regelmäßige Verbindungen nach Nürnberg, Schwabach und Feucht.